# Лутугине
Луту́гине (до 1925 — Шмідтівка) — місто в Україні, адміністративний центр Лутугинської міської громади Луганського району Луганської області. Розташоване на правому березі річки Вільхової, за 22 км від міста Луганська, залізнична станція на лінії «Лиха — Родакове». Через місто проходить автошлях Н21 Луганськ — Красний Луч. Населення — 17,7 тис осіб.

## Історія
Населений пункт виник в кінці XIX століття в період підйому промислового виробництва в Російській імперії. Навколишні землі, багаті покладами кам'яного вугілля, вапна, піску, привернули увагу іноземних і місцевих капіталістів. Так у 1896 році у зв'язку з будівництвом Бельгійським акціонерним товариством залізничної станції і доменних печей заводу прокатних валків поблизу сіл Успенки та Коноплянівки виникло невелике заводське селище. Вісімнадцять років селище при заводі було безіменним але пізніше воно отримало назву — Шмідтівка — на честь німецького підприємця Шмідта. В кінці 1925 року селище, а залізничну станцію перейменували в селище Лутугинно, на честь відомого вченого-геолога і громадського діяча Леоніда Лутугіна.
У передвоєнні роки значно змінився зовнішній вигляд міста. Виросли нові вулиці, завершилася електрифікація і радіофікація населеного пункту. Місто входило до складу Успенського району, у селі Успенка в приміщенні пошти знаходився перший радіовузол, інших засобів електрозв'язку до 1945 року в місті не було.
У роки сталінських репресій щонайменше 53 особи були заарештовані за засуджені та політичними статтями.
У роки радянсько-німецької війни 1217 лутугинців билися на фронтах на стороні Радянського Союзу. Післявоєнний період в історії міста Лутугиного характеризується прискореними темпами розвитку промисловості, розгортанням житлового та культурного будівництва та подальшим розвитком радіофікації міста та району.
3 січня 1965 року за Указом Президії Верховної Ради УРСР було створено Лутугинський район. 12 листопада 1965 року селище Лутугине отримало статус міста і тоді ж стало центром адміністративного району.

### Сучасна історія
Під час війни на сході України у місті точилися запеклі бої.
27 липня 2014 року українські збройні сили звільнили Лутугине, котре проросійські збройні формування контролювали з квітня 2014-го.
1 вересня українські війська під натиском регулярних російських частин відійшли з міста.
25 вересня з'явилася інформація, що російські бойовики і місцеві «ополченці» розстріляли 40 жителів за допомогу українській армії: в той час, коли бойовики увійшли до міста, у них уже були «розстрільні списки». Очевидці свідчили, що розстріл проводився в межах міста, тіла присипали землею, місце поховання утрамбовували важкою технікою.

## Населення
За переписом 2001 р., населення становило 18 883 особи (українців — 58 %, росіян — 38 %, вірмен — 2 %, білорусів — 1 %).

### Національний склад
Національний склад населення за даними перепису 2001 року:
| Національність  | Відсоток |
| --------------- | -------- |
| українці        | 66,63%   |
| росіяни         | 31,00%   |
| білоруси        | 0,70%    |
| вірмени         | 0,41%    |
| молдовани       | 0,12%    |
| татари          | 0,11%    |
| поляки          | 0,10%    |
| інші/не вказали | 0,93%    |

### Мовний склад
Рідна мова населення за даними перепису 2001 року:
| Мова            | Чисельність, осіб | Відсоток |
| --------------- | ----------------- | -------- |
| Російська       | 10 664            | 56,93%   |
| Українська      | 7 933             | 42,35%   |
| Вірменська      | 48                | 0,26%    |
| Білоруська      | 11                | 0,06%    |
| Румунська       | 4                 | 0,02%    |
| Інші/Не вказали | 73                | 0,38%    |
| Разом           | 18 733            | 100%     |

За даними перепису 2001 року 42,35 % населення міста вказали українську мову рідною, 56,93 % — російську, 0,72 % — інші мови.

## Економіка
Станом на 2013 рік, 46,3 % становить продукція чорної металургії у загальному обсязі промислового виробництва. Найбільше підприємство — «Лутугинський державний науково-виробничий валковий комбінат», відоме в багатьох країнах світу своєю якістю. Комбінат виробляє валки різних типів і розмірів для промисловості й валки для вироблення борошна.
Також у місті працює шахта «Лутугинська» державного підприємства «Луганськвугілля».

## Соціальна інфраструктура
- Центральна районна лікарня
- Районний будинок культури ім. Т. Г. Шевченка
- Лутугинський районний військовий комісаріат
- 2 автозаправки
- Декілька церкв
- Стадіон ФК «Лутугине»
- Ринок
- Декілька аптек
- Дитячі майданчики
- Парк шахти «Лутугинська»
- Сквер біля музичної школи та памятника Лутугину
- Центральний сквер
- Памятник геологу Лутугину
- Памятник Леніну

### Освіта
- Школа № 1
- Школа № 2
- Лугугинська гімназія (під час бойових дій у гімназію влучив снаряд та повністю зруйнував її)
- Лутугинський професійний коледж
- Музична школа
- Дитячо-юнацька спортивна школа
- 2 дитячі садки
- Ясла

### Магазини
- АТБ
- ТЦ «Лутугине»
- Магазин «Шахтар»
- Багато невеличких магазинів

## Транспорт
Через місто проходить автошлях Н21 Луганськ — Хрустальний.
Автостанція «Лутугине».
Від автостанції ходять пасажирські автобуси до Луганська, населених пунктів Лутугинського району, а також по Луганській області.
Залізнична станція Лутугине.
Ходять дизель-поїзди до Луганська та Родакового. Проходять вантажні поїзди .

## Забудова
Більша частина будинків — приватні. Іноді трапляються двоповерхові.
Багато п'ятиповерхівок. Одна дев'ятиповерхівка.

## Спорт
ФК «Лутугине» базується на стадіоні «Металург».
Дитячо-юнацька спортивна школа.
Стадіони двох шкіл та гімназії.

## Відомі люди
- Калінеску Тетяна Василівна — доктор економічних наук, завідувачка кафедри оподаткування Східноукраїнського національного університету ім. Володимира Даля, професор, академік Академії економічних наук України.
- Швайка Ігор Олександрович — український громадський діяч, юрист, голова Харківської обласної організації ВО «Свобода», народний депутат 7-го скликання.

## Галерея

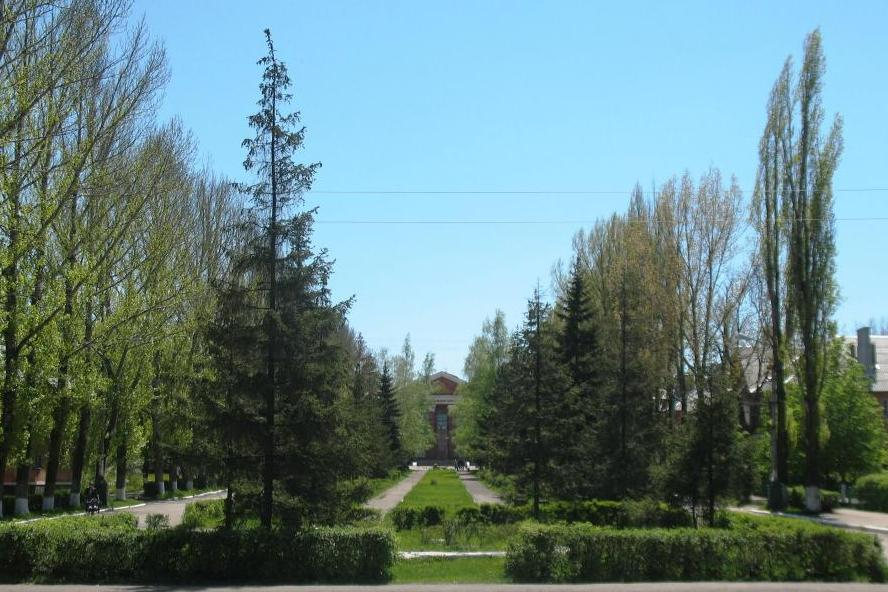
Бульвар у центрі Лутугиного. Удалині — Будинок культури імені Тараса Шевченка і пам'ятник Леніну
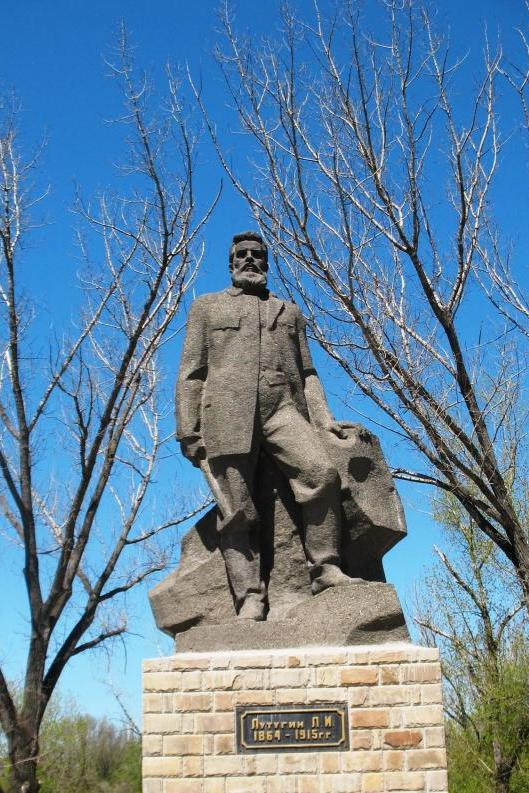
Пам'ятник геологу Л. Лутугіну
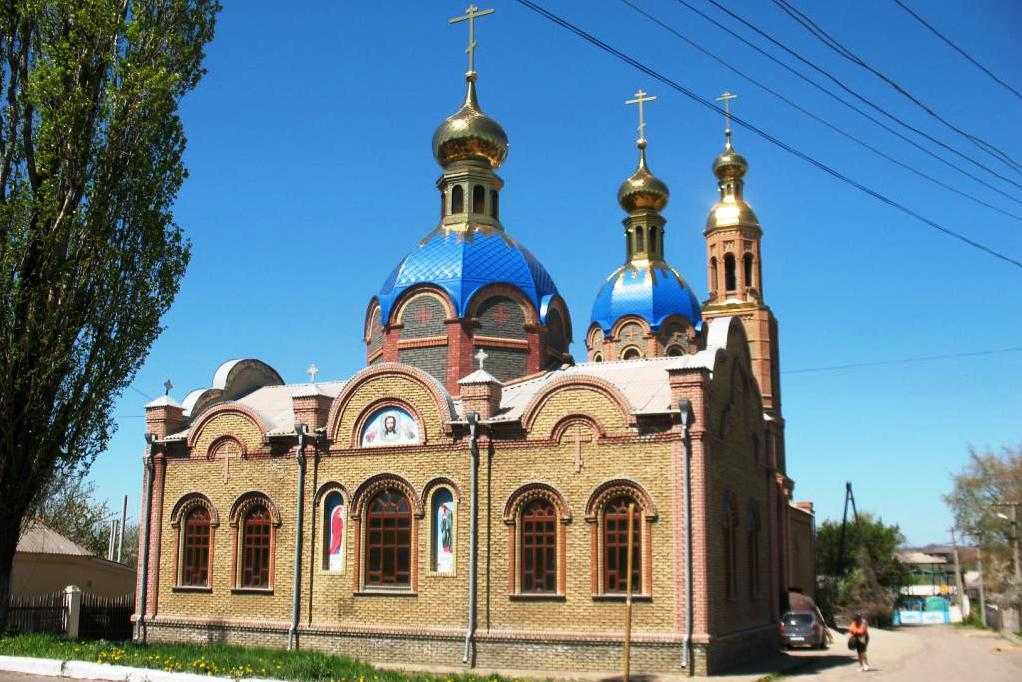
Православний храм у районі ГРЕ (колишньої геологорозвідувальної експедиції). Перебудований з будинку культури
Внутрішній вигляд храму